# عرفان (الحيمة الخارجية)

تعديل مصدري - تعديل

عرفان هي إحدى قرى عزلة بني عروة بمديرية الحيمة الخارجية التابعة لمحافظة صنعاء، بلغ تعداد سكانها 366 نسمة حسب تعداد اليمن لعام 2004.